# Serrat dels Pollegons
El Serrat dels Pollegons és una serra que forma part del massís de Montserrat al municipi de Collbató a la comarca del Baix Llobregat, amb una elevació màxima de 950 metres.